# Manchester (hrabstwo Ontario)
Manchester – wieś w Stanach Zjednoczonych, w stanie Nowy Jork, w hrabstwie Ontario.